# Schizymenium pleurogynum
Schizymenium pleurogynum är en bladmossart som beskrevs av Celina Maria Matteri 1998. Schizymenium pleurogynum ingår i släktet Schizymenium och familjen Bryaceae. Inga underarter finns listade i Catalogue of Life.